# Paris-Rouen (automobile)
 (indiquez la date de pose grâce au paramètre date).
Pour les articles homonymes, voir Paris-Rouen.
Le Paris-Rouen est la première compétition automobile de l'histoire.
L'épreuve finalise un concours de « voitures sans chevaux » qui se déroula en France du 19 au 22 juillet 1894, concours organisé par Pierre Giffard, journaliste pour Le Petit Journal, un quotidien parisien paru de 1863 à 1944.
On enregistre 102 inscriptions mais seulement 21 concurrents prennent part à l'épreuve finale, de Paris à Rouen sur 126 km.
Le concours débute le mercredi 18 juillet 1894 à Neuilly-sur-Seine, par une journée d'exposition des 26 véhicules engagés. Les trois jours suivants sont réservés à l'épreuve éliminatoire, sur cinq parcours de 50 km partant de Paris, 21 véhicules se qualifient pour l'épreuve finale. Le concours se termine le dimanche 22 juillet 1894 par une promenade à l'allure réglementée de 12,5 km/h. Le départ de la Porte Maillot à Paris est donné dans l'ordre d'inscription et toutes les trente secondes. Le parcours est ponctué de plusieurs arrêts obligatoires dont la pause déjeuner à Mantes-la-Jolie. Quatre véhicules n'arriveront pas à Rouen.
Le concours récompense les véhicules répondant à trois critères : « sécurité », « commodité » et « bon marché relatif ». Le premier prix de 5 000 francs est partagé entre « Panhard & Levassor » et « les fils de Peugeot frères ».

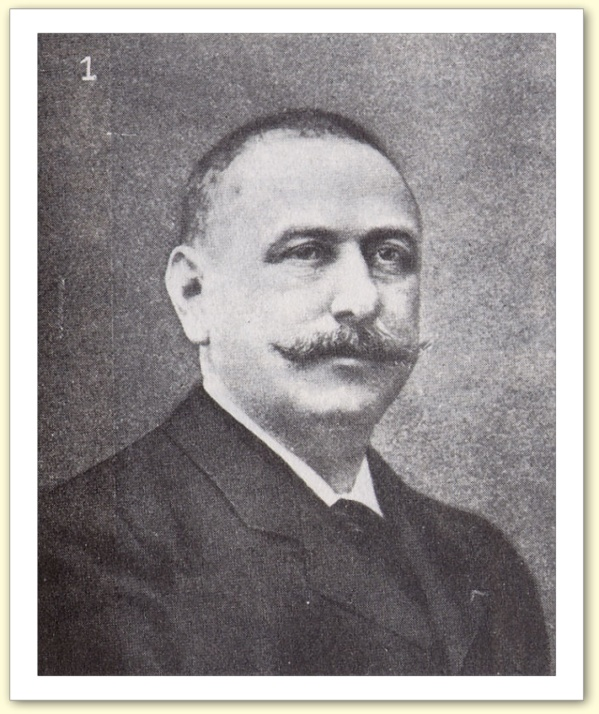
Pierre Giffard

## Origine du concours

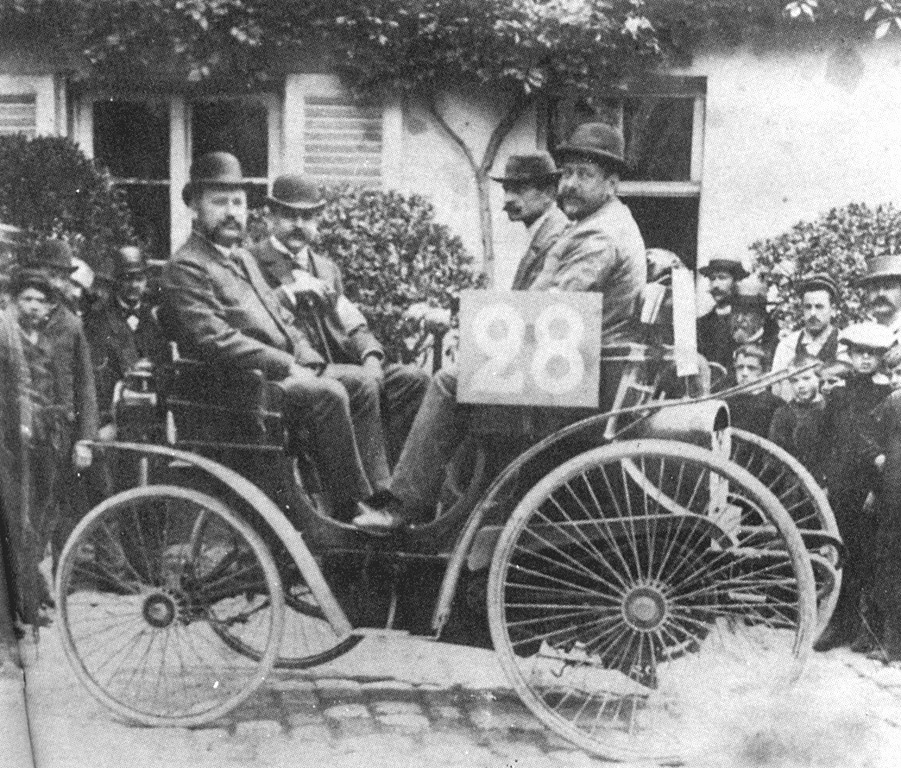
Auguste Doriot -qui a déjà accompli Paris-Brest-Paris en 1891 avec Rigoulot- troisième arrivé sur Peugeot 3hp (2e en partant de la droite).

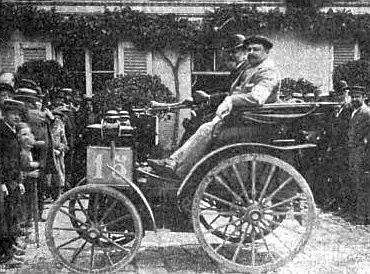
La Panhard & Levassor no 15 d'Émile Levassor...

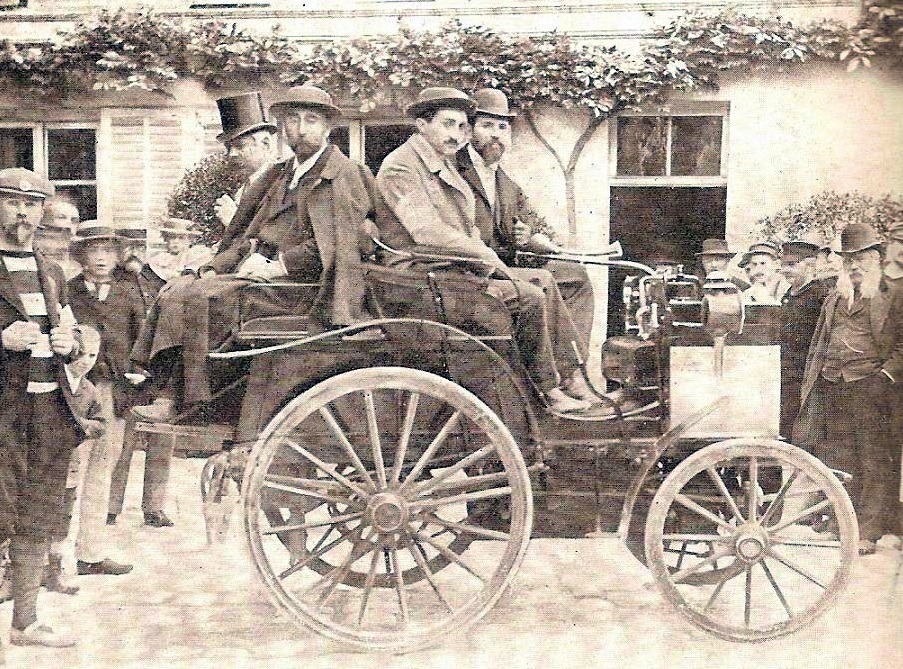
...et la no 13 d'Hippolyte Panhard.

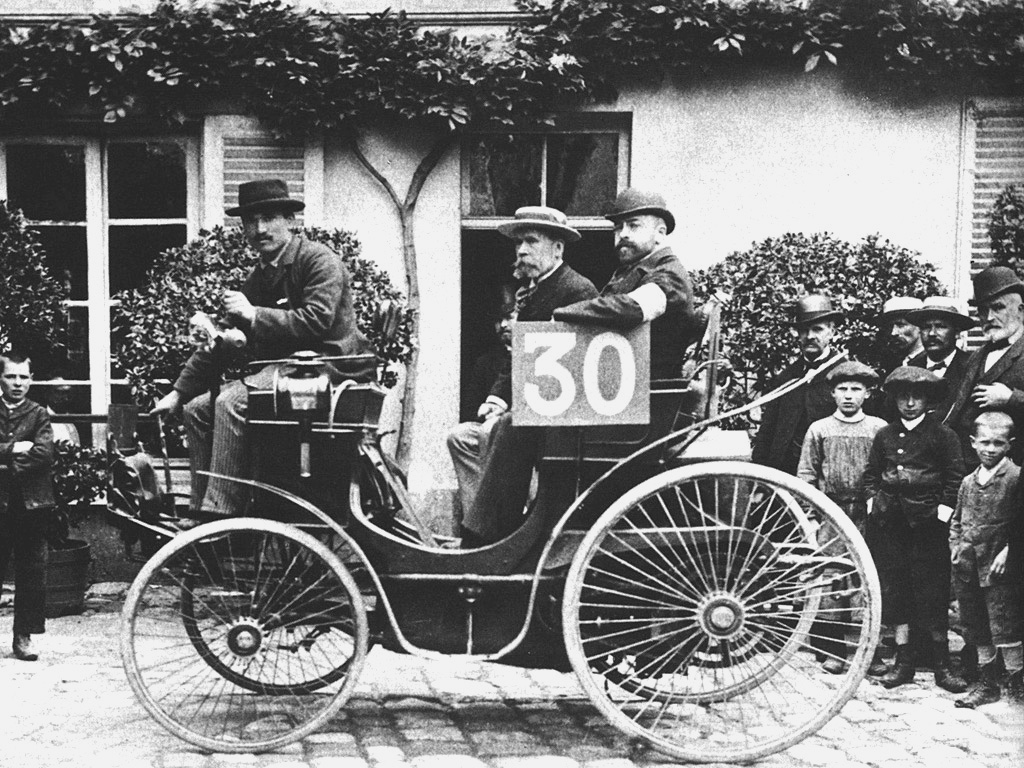
Gratien Michaux (Peugeot phaeton 3hp).

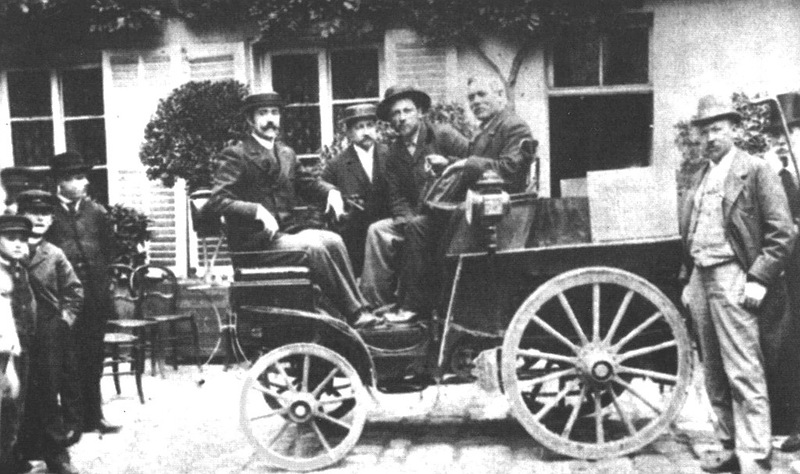
Serpollet Steamer no 44 du lyonnais M. de Prandières (Léon Serpollet 3e en partant de la gauche).

En 1887, le journaliste Pierre Giffard devient chef des informations générales au quotidien parisien Le Petit Journal.
Il organise des défis sportifs populaires, afin de faire « bouger » les gens. Le premier concours, qui eut lieu le 6 septembre 1891, est la première édition du Paris-Brest à bicyclette. Le deuxième concours qui se déroule le 5 juin 1892 est le Paris-Belfort, une course à pied. Le troisième concours, en 1893, devait être un défi de natation mais il est jugé trop dangereux et est annulé.

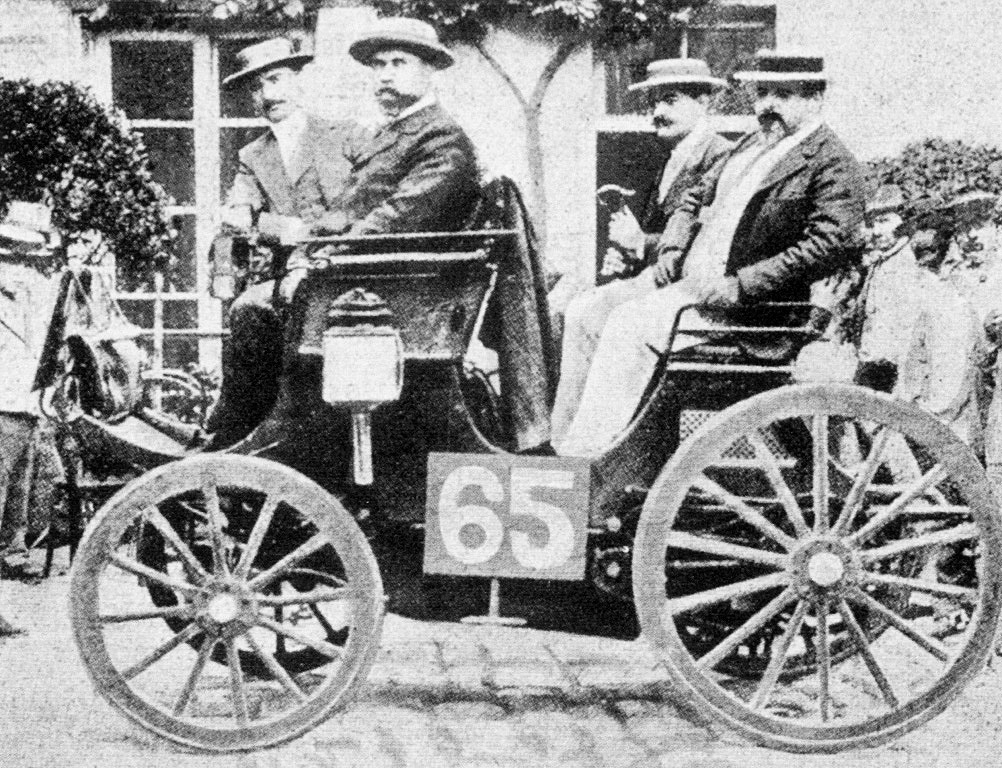
no 65 Peugeot, conduite par Albert Lemaître.

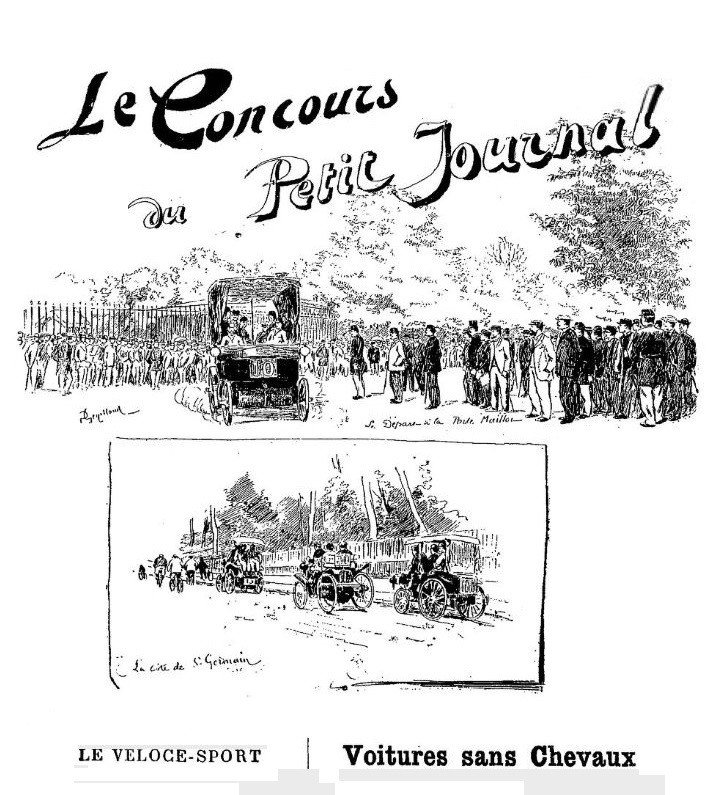
Dessin hommage au Paris-Rouen 1894 du Petit Journal, par Le Véloce Sport du 26 juillet 1894.

## Organisation du concours
C'est le 19 décembre 1893 que Pierre Giffard alias « Jean sans Terre » organise un concours de « voitures sans chevaux » d'un droit d'entrée de 10 francs, pour le vendredi 1er juin 1894, afin de pallier les contraintes du cheval, il est bien expliqué qu'il ne s'agit pas d'une « course folle roulant à toute vitesse » mais plutôt d'un « concours par élimination sur des itinéraires divers et par un jury dans chaque voiture » et qui a pour desiderata : sécurité, commodité et bon marché relatif.

### Règlement
Le 20 décembre, on compte quatre inscriptions et dix articles du règlement sont présentés :
1. Le concours sera international. Les voitures automotrices de tous les pays peuvent y prendre part.
2. Tous les genres de propulseurs sont admis : vapeur, électricité, gaz, pétrole, etc.
3. Les voitures seront jugées exclusivement par le personnel de la rédaction et de l'administration du Petit Journal, qui s'adjoindra, simplement à titre de consultation, le nombre d'ingénieurs qui lui sera nécessaire.
4. Pour être admises au concours, les voitures devront contenir au moins quatre places.
5. Il ne sera pas fait de catégories, ni pour le moteur employé, ni pour le nombre de places.
6. Le premier prix du concours sera attribué, littéralement, à la voiture sans chevaux qui remplira cette condition : d'être, sans danger, aisément maniable pour les voyageurs et de ne pas coûter trop cher sur la route. En trois mots, c'est sur la sécurité, la commodité et sur le bon marché que portera le jugement des personnes déléguées à cet effet par Le Petit Journal.
7. Quant à la distance à parcourir, elle sera la même, à quelque chose près, pour toutes les voitures, surtout à la première épreuve éliminatoire. Les expériences comparatives se feront pendant plusieurs jours, sur les routes de Paris à Mantes, Paris à Dreux, Paris à Beauvais, Paris à Gournay, etc. Chaque voiture, montée par l'inventeur ou son représentant, par deux membres du jury au moins et un ingénieur consultant, devra fournir, pour la première épreuve éliminatoire, un trajet de 50 kilomètres en trois heures, et ce, pour bien indiquer qu'il ne s'agit pas là d'expériences de grande vitesse, l'allure de 16⁄17 km/h étant suffisante pour « la promenade ». Il ne sera tenu aucun compte d'une vitesse supérieure à celle demandée ci-dessus. Le trajet accompli dans le délai voulu, c'est-à-dire en trois heures, les membres du jury constitué pour attribuer les prix décerneront à la voiture dans laquelle ils auront fait le voyage des points de classement, depuis 1 jusqu'à 10. Les voitures qui auront bénéficié des notes 8, 9 et 10 prendront seules part à la seconde épreuve. Il en sera de même pour la troisième si elle est jugée nécessaire.
8. Si le nombre des machines engagées dans le concours est trop considérable, on les fera partir pour les épreuves éliminatoires sur plusieurs routes à la fois ; en tout cas les itinéraires seront tirés au sort quelques jours avant le 1er juin. L'épreuve finale se fera sur la route de Paris à Rouen, par Saint-Germain, Triel, Meulan, Mantes, Vernon, Gaillon et Pont-de-l'Arche, soit sur 126 kilomètres. Toutes les qualités des voitures seront alors considérées : vitesse, stabilité, économie, sécurité.
9. Toutes les formes des voitures sont admises ; il ne sera tenu aucun compte des accessoires de luxe, c'est-à-dire que le modèle le plus rudimentaire et le moins coûteux à établir sera accepté ; pourvu qu'il marche, c'est tout ce que nous demandons ; le reste viendra tout seul.
10. Les engagements seront reçus au petit journal à partir d'aujourd'hui même 20 décembre ; Il suffira de me les adresser avec la désignation sommaire de la machine. J'ajoute qu'un droit d'entrée de dix francs devra accompagner la demande d'inscription. Ce droit d'entrée sera versé à la caisse du secours immédiat du Petit Journal. Les forfaits ne seront point remboursés. Ainsi qu'on l'a déjà deviné, cette mesure est destinée à écarter les mauvais plaisants qui viendraient se faire passer... gratis pour des inventeurs accomplis.

Les prix en francs-or :
- 1er 5 000 francs, prix du petit journal
- 2e 2 000 francs, prix marinoni
- 3e 1 500 francs, prix marinoni
- 4e 1 000 francs, prix marinoni
- 5e 500 francs, prix marinoni

Le 23 décembre, on compte huit inscriptions de plus et les articles 4 et 7 du règlement sont modifiés.
- 4e article : Pour être admises au concours, les voitures devront contenir au moins deux places. Toutefois les voitures à deux et trois places ne pourront bénéficier du premier prix de 5 000 francs, qui est exclusivement réservé aux voitures à quatre places et au-dessus. Elles ne pourront prétendre qu’au second prix (2 000 francs) ou à l'un des prix suivants, au besoin à l'un et à l'autre, en tout cas à deux prix en tout, sur les cinq annoncés.
- 7e article : La vitesse demandée au concours sera réduite, pour les 50 kilomètres de l'épreuve éliminatoire, à 12 kilomètres 500 à l'heure, c'est-à-dire que les 50 kilomètres devrons être fournis en quatre heures au lieu de trois. C'est aussi sur le pied de douze kilomètres 500 à l'heure que l'épreuve finale devra être courue.

Le 30 décembre, on compte douze inscriptions de plus et un article additionnel aux conditions générales :
- Le concours est exclusivement réservé aux inventeurs et constructeurs de voitures mécaniques. Sont considérés comme tels les possesseurs de voitures qui auront fait subir à ces voitures, non conduites par eux, des modifications assez importantes pour en faire un type distinct, à l’appréciation du jury.

Le 31 janvier 1894, on totalise 42 inscriptions.

### Étapes des épreuves éliminatoires
Le 1er mars, présentation des 6 itinéraires pour l'épreuve éliminatoire, le départ des voitures se fait devant le restaurant Gillet à la porte Maillot.
- 1er : Paris à Mantes par Neuilly, les bergères, Nanterre, Chatou, le Pecq, Saint-Germain, Ecquevilly, Flins et Epône.
- 2e : Paris à Mantes par Courbevoie, Bezons, Houilles, Maisons-Laffitte, Poissy, Triel, Vaux, Meulan, Juziers et Limay.
- 3e : Paris à Magny-en-Vexin par Courbevoie, Bezons, Cormeilles, la Patte d'Oie d'Herblay, saint-Ouen-l'Aumône, Pontoise et Puiseux.
- 4e : Paris à Rambouillet par le pont de Neuilly, Puteaux, Suresnes, Montretout, Versailles, Voisins-le-Bretonneux, Dampierre et Garne.
- 5e : Paris à Corbeil par le pont de Neuilly, Puteaux, Suresnes, Versailles, Palaiseau, Longjumeau, Épinay-sur-Orge, Liers et Courcouronnes.
- 6e : Paris à Précy-sur-Oise par l'avenue de Neuilly, le bord de la Seine, le quai Michelet (Levallois), Asnières, Gennevilliers, Épinay-sur-Seine, Saint-Gratien, Eaubonne, Saint-Leu-Taverny, Méry, Mériel, l'Isle-Adam, Mours, Beaumont-sur-Oise, Bernes et Boran.

Chaque jour, deux voitures suivront chaque itinéraire soit un total de 12 voitures par jour, l'épreuve finale sera disputée après toutes les épreuves éliminatoires.
Le concours est reporté au jeudi 7 juin 1894, en raison de l'absence du directeur du Petit Journal, M. Marinoni.
Le 26 mars, on compte 5 inscriptions de plus.

### Mise en place d'une exposition
Le 31 mars, à la suite de la demande des lecteurs, Le Petit Journal décide d'organiser une sorte d'exposition de 24 à 48 heures, des voitures qui prendront part au concours.
Le 30 avril, on compte 55 inscriptions de plus et clôture des inscriptions pour le concours, 102 véhicules inscrits.
Le 5 mai, Le Petit Journal décide que l'exposition des voitures aura lieu après les épreuves, toutes les voitures devraient forcément être présentes.
Le tirage au sort des itinéraires éliminatoires et des ingénieurs conseils aura lieu le mardi 5 juin.

### Référendum sur un ajournement
Le 10 mai, à la suite de la demande de plusieurs participants, Le Petit Journal décide d'organiser un référendum pour les 88 propriétaires, « oui » ou « non » pour un ajournement de 6 semaines, du 19 au 22 juillet. La clôture du référendum est fixée au samedi 12 mai à 12 h et les résultats le dimanche 13 mai.
Le 13 mai, résultat du référendum : 68 oui, 13 non, 7 abstentions.
Les dates définitives du concours sont du 19 au 22 juillet.

### Déroulement des épreuves
Le 9 juin, le déroulement des épreuves est décrit.
Chaque voiture emporte un examinateur, délégué par Le Petit Journal, qui sera assisté par un ingénieur consultant et qui devra, à son retour sur Paris, en train, attribuer une note sur 20. Les voitures qui auront moins de 16 seront éliminées.
L'épreuve finale du 22 juillet, de Paris à Rouen, sera ponctuée par des arrêts obligatoires pour déjeuner et surtout pour permettre aux examinateurs de changer de voiture.
Le résultat de l'épreuve finale sera rendu le lundi 23.
Une plaque de 45 cm sur 35 cm avec le numéro d'inscription, placé sur les 4 côtés des voitures est imposé aux concurrents.
Le 7 juillet, l'épreuve éliminatoire, est présentée. Les voitures de 1 à 36 seront examinées le jeudi 19, de 37 à 72 le vendredi 20 et de 73 à 102 le samedi 21. La colonne de voitures de chaque itinéraire sera précédée d'une escouade d'une douzaine de cycliste pour prévenir de son arrivée. Chaque itinéraire est minutieusement détaillé et le départ se fera chaque matin à 8 h de la Porte Maillot.
Le 11 juillet, l'exposition gratuite des voitures aura finalement lieu avant les épreuves, le mercredi 18 de 14 h à 18 h au rond-point d'Inkermann à Neuilly.

### Pointage

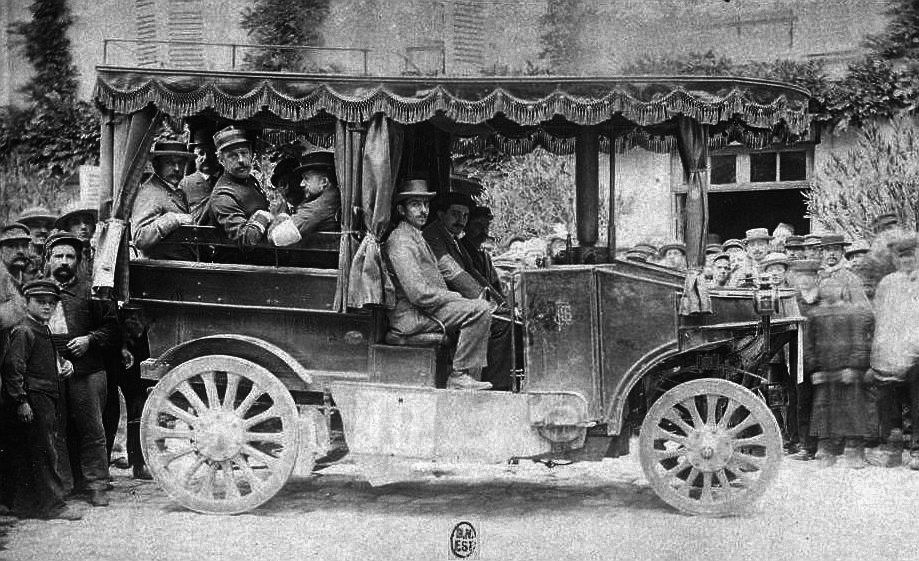
Le train Scotte no 10 (omnibus de M. J. Scotte, Epernay 51).

Le 16 juillet, Un pointage est effectué et recense 46 voitures en mesure de prendre part aux épreuves. L'itinéraire no 3 de Paris à Magny-en-Vexin est supprimé et les épreuves éliminatoires sont concentrées sur 2 jours, le jeudi 19 et vendredi 20. Le samedi 21 sera réservé aux retardataires éventuels, petites réparations et au repos.
Le 17 juillet, l'arrivée de l'épreuve finale est fixée au Champ-de-Mars, près de l'église Saint-Paul de Rouen.
La liste des 46 voitures partantes probables est diffusée.
L'épreuve éliminatoire se déroulera le jeudi 19 pour les numéros allant jusqu'au 44, et le vendredi 20 pour les numéros du 45 au 101.

## Déroulement du concours

### Exposition
Mercredi 18 juillet 1894, les résultats du tirage au sort des itinéraires, effectué la veille par une jeune femme est publié.
Exposition :
- 11 h, les premières voitures et la foule arrivent sur le rond-point d'Inkermann à Neuilly.
- 14 h, 2 000 curieux.
- 16 h, 26 voitures et 4 000 curieux sont présents, dont le prince de Sagan, le maire de Neuilly, des ingénieurs, la presse spécialisée internationale, dessinateurs et photographes…

### Épreuves éliminatoires

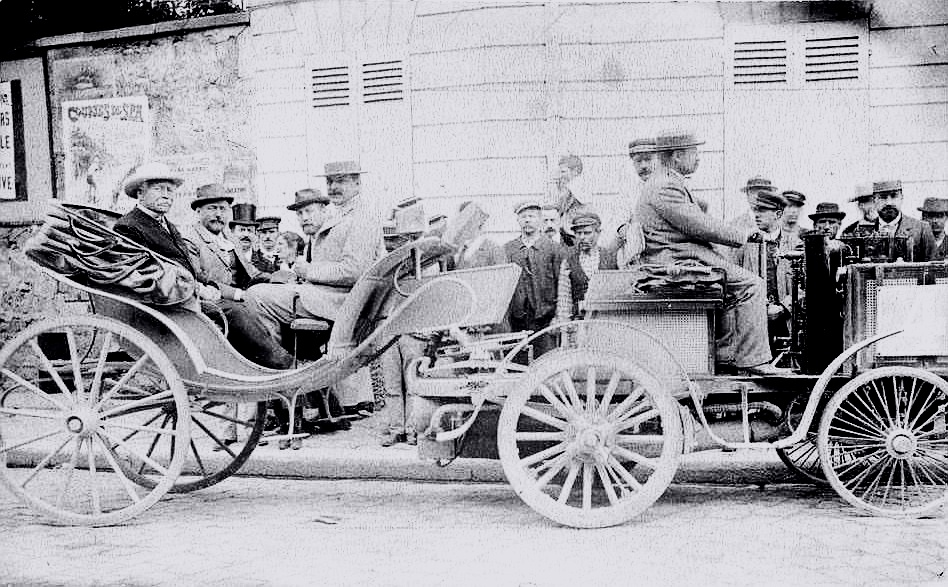
Le comte Jules-Albert de Dion, à l'arrière de sa voiture à boggie -genre Victoria- à Mantes.

- Jeudi 19 juillet, Louis-Auguste Pitot, directeur du cirque de Rouen, offre d'abriter toutes les voitures à leur arrivée dimanche.
  - 7 h, rassemblement des concurrents et arrivée de la foule le long du boulevard Maillot.
  - 8 h 10, départ des concurrents, toutes les 30 secondes.
  - 8 h 20, tous les concurrents sont partis.

13 qualifiés sur les 17 partants.
- Vendredi 20 juillet, 6 voitures, sur les 23 prévues, se présentent le long du boulevard Maillot, le nombre restreint de concurrents permet d'utiliser seulement 2 itinéraires,
 4 concurrents sur le no 2 Paris-Mantes et 2 concurrents sur le no 5 Paris-Corbeil.
  - 8 h, départ de la première voiture.

Les 6 voitures sont qualifiées.
- Samedi 21 juillet, 2 voitures se présentent sur le boulevard Maillot. L'itinéraire unique est Paris-Poissy par Saint-Germain et retour par Maisons-Laffitte.

Les 2 voitures sont qualifiées.

### Épreuve finale
Dimanche 22 juillet 1894
- Paris

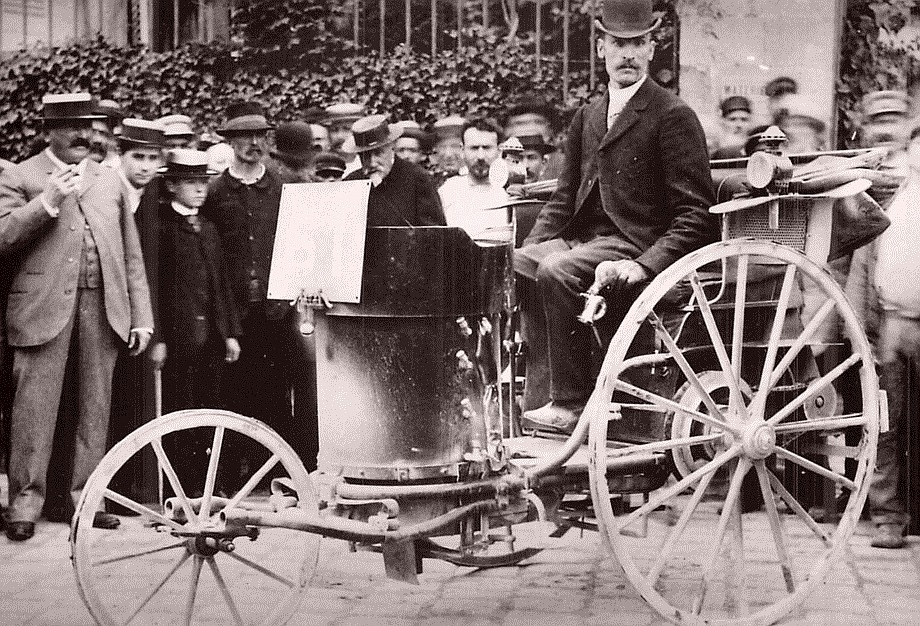
Le tricycle à vapeur chauffée au pétrole no 61 de Roger de Montais.

  - 7 h 15, arrivée des premières voitures, qui se rangent dans l'ordre de leur numéro d'engagement à 5 mètres d’intervalle.
  - 7 h 50, 19 voitures sont rangées.
  - 8 h 1, départ de la voiture no 4, dans laquelle ont pris place en passager, le prince de Sagan, le capitaine de Place, « Jean sans Terre » et Franck Lamy, suivi des autres voitures avec 30 " d'intervalle entre elles.
  - 8 h 10, départ de la dernière voiture, puis après qu'elle a parcouru quelques centaines de mètres, deux retardataires, no 19 et no 60, se présentent sur le boulevard Maillot et rattrapent leurs concurrents.
- Nanterre
  - La no 44 casse une roue sur « l'ignoble route » nationale
- Chatou, Pecq
- Saint-Germain
  - Arrêt de 10 min pour permettre aux membres du jury de changer de voiture
- Poissy, Triel, Vaux
- Meulan
  - Arrêt de 15 min pour la même raison qu'à Saint-Germain

- Mantes
  - 11 h, la no 4 traverse le pont
  - 11 h 3, arrivée de la no 65 suivie par la no 15
  - 11 h 10, arrivée de la no 28, no 64, no 30, no 14 et no 10
  - 11 h 30, arrivée de la no 13, no 24, no 27, no 18, no 53, no 42
  - 12 h 0, arrivée de la no 60
  - 12 h 5, arrivée de la no 85
  - 12 h 15, arrivée de la no 19 (ou 31?)
  - 12 h 30, arrivée de la no 61
  - 12 h 44, arrivée de la no 7
  - 13 h 16, arrivée de la no 19 (ou 31?)
  - 13 h 30, départ de Mantes
- Vernon

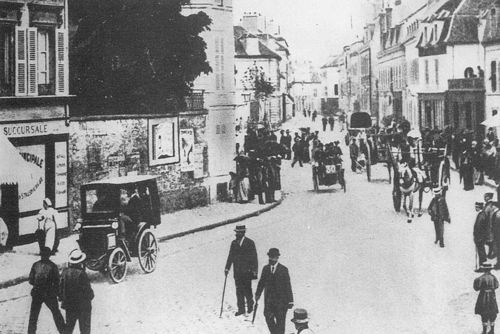
Gratien Michaux à Mantes-la-Jolie sur Peugeot Phaeton 3hp no 30, à précise (no 30 au fond).

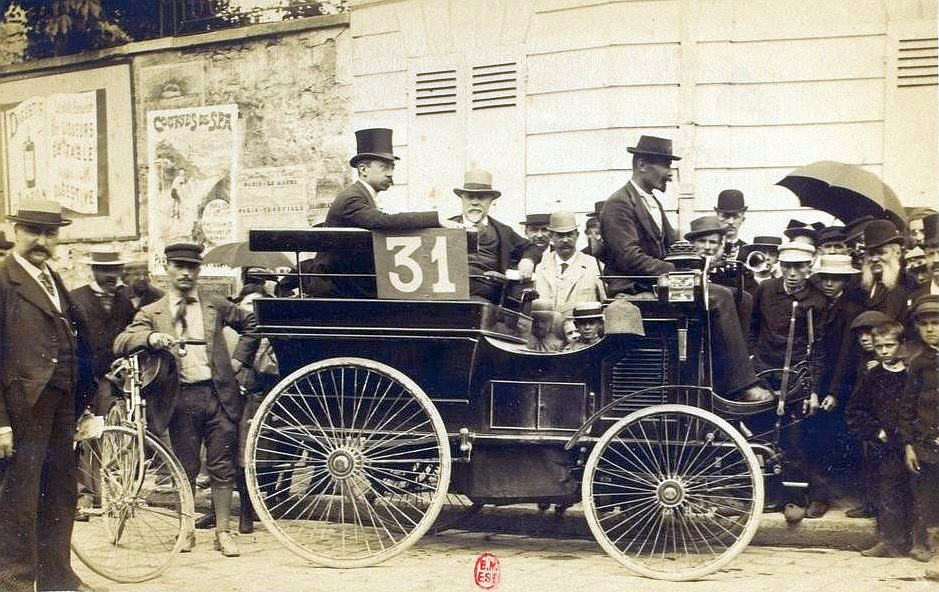
Émile Kraeutler, no 31, ici à Mantes (Peugeot break 3hp).

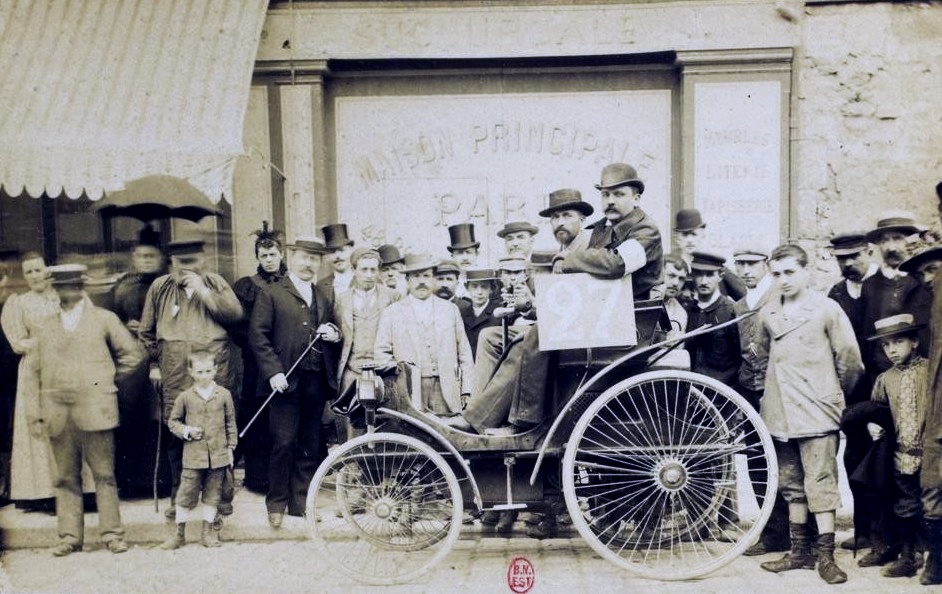
Louis Rigoulot sur Peugeot 3 hp no 27 (à Mantes).

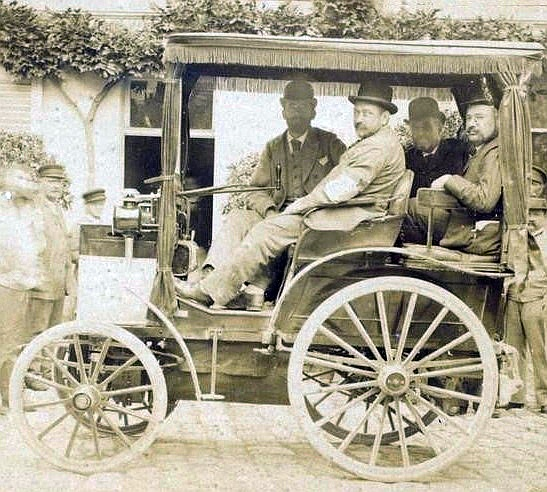
no 64 Panhard & Levassor, conduite par Émile Mayade.

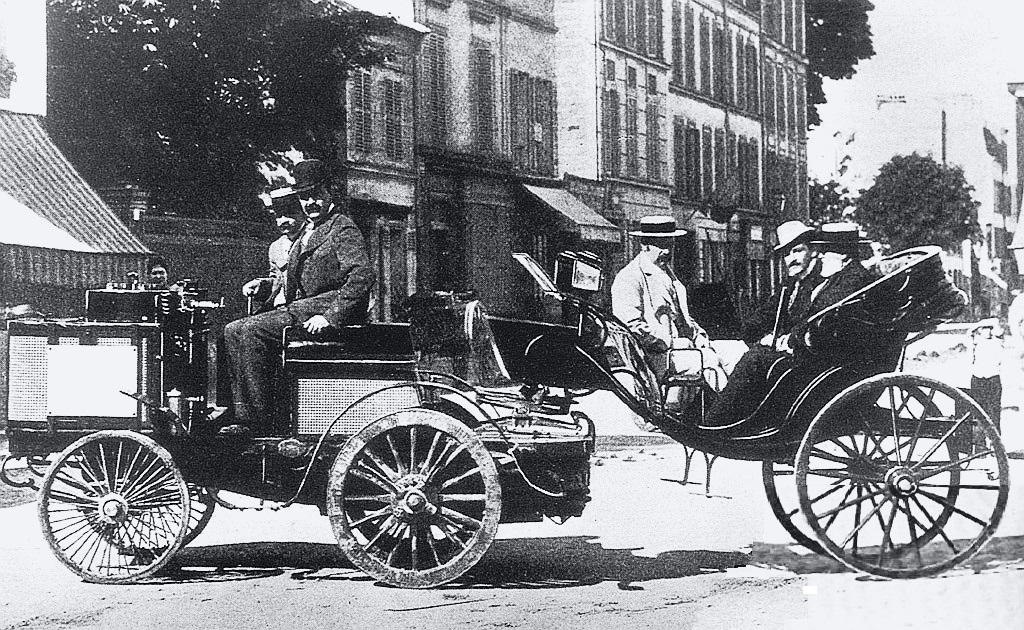
De Dion-Bouton no 4, conduite par Jules-Albert de Dion et arrivée à Rouen dès (boggie à vapeur inéligible pour le prix principal).

  - 14 h 25, arrivée de la no 4, partie dernière de Mantes
  - 14 h 26, arrivée de la no 28
  - 14 h 30, arrivée de la no 13 (ou 15?), no 64, no 31
  - 15 h 10, arrivée de la no 65, no 42, no 13 (ou 15?), no 53 (63 non présent), no 30, no 24, no 18, no 14, no 27, no 60, no 10
  - pas de nouvelle de la no 7, la no 19, la no 61 et la no 85
- Gaillon
  - La no 10 abandonne en raison d'une avarie moteur
- Rouen
  - 17 h 40, arrivée de la no 4 de le comte Jules de Dion
  - 17 h 45, arrivée de la no 65 de M. Albert Lemaître
  - 17 h 50, arrivée de la no 28 de M. Auguste Doriot
  - 18 h 3, arrivée de la no 13 de M. Hippolyte Panhard
  - 18 h 7, arrivée de la no 31 de M. Émile Kraeutler
  - 18 h 24, arrivée de la no 42 de M. Albert Le Brun
  - 18 h 30, arrivée de la no 15 de M. Émile Levassor
  - 18 h 49, arrivée de la no 64 de M. Émile Mayade
  - 19 h 1, arrivée de la no 53 de M. de Bourmont
  - 19 h 2, arrivée de la no 30 de M. Gratien Michaux
  - 19 h 3, arrivée de la no 24 de M. Alfred Vacheron
  - 19 h 5, arrivée de la no 27 de M. Louis Rigoulot
  - 19 h 10, arrivée de la no 14 de M. Dubois
  - 20 h 9, arrivée de la no 85 de M. Émile Roger
  - 20 h 50, arrivée de la no 60 de M. Maurice Le Blant
  - 21 h 37, arrivée de la no 7 de M. Pierre Gautier
  - 22 h 10, arrivée de la no 18 de M. Ernest Archdeacon

## Résultat du concours
Lundi 23 juillet
25 personnels du Petit Journal se réunissent de 11 h à 11 h 30 et attribuent les prix à la quasi-unanimité.
- 1er prix de 5 000 francs, est partagé entre « Panhard et Levassor » et « Les fils de Peugeot frères »
- 2e prix de 2 000 francs, est attribué à « De Dion, Bouton et Cie »
- 3e prix de 1 500 francs, est attribué à « Maurice Le Blant » (no 60)
- 4e prix de 1 000 francs, est partagé entre « M. Vacheron » (no 24) et « M. Le Brun » (no 42)
- 5e prix de 500 francs, est attribué à « M. Roger » (no 85)
- Le prix d'encouragement, de 500 francs, est attribué à « M. J. Scotte » (no 10)
- La mention honorable, avec médaille Vermeil, est attribué à « M. Roger de Montais » (no 61)

## Tableau des concurrents
| N°  | Propriétaire                                               | Pilote                              | Voiture                          | Nb de place | Motorisation                            |
| --- | ---------------------------------------------------------- | ----------------------------------- | -------------------------------- | ----------- | --------------------------------------- |
| 1   | M. Rousselet, Paris                                        |                                     |                                  | 4           | la pesanteur                            |
| 2   | M. Édouard Pellorce, Neuilly-sur-Seine (Seine)             |                                     |                                  | 4           | pétrole                                 |
| 3   | MM. De Dion, Bouton et Cie, Puteaux (Seine)                |                                     | Break                            | 6           | vapeur                                  |
| 4   | MM. De Dion, Bouton et Cie, Puteaux (Seine)                | Comte Jules de Dion                 | Voiture à boggie, genre victoria | 4           | vapeur                                  |
| 5   | M. Albert Lemaître, Paris                                  |                                     |                                  | 4           | vapeur                                  |
| 6   | M. Roussat, Paris                                          |                                     |                                  | 4           | hydraulique                             |
| 7   | M. P. Gautier, Paris                                       | Pierre Gautier                      |                                  | 4           | pétrole                                 |
| 8   | M. Hidien, Châteauroux (Indre)                             |                                     |                                  | 4           | vapeur                                  |
| 9   | M. Victor Popp, Paris                                      |                                     | type landau                      | 4           | air comprimé                            |
| 10  | M. J. Scotte, Epernay (Marne)                              | J. Scotte                           |                                  | 8 / 10      | vapeur                                  |
| 11  | M. Th. Klaus, Lyon (Rhône)                                 |                                     | type landau                      | 4           | pétrole                                 |
| 12  | M. Tenting, Paris                                          |                                     |                                  | 4           | pétrole                                 |
| 13  | MM. Panhard et Levassor, Paris                             | Hippolyte Panhard                   | type courant                     | 4           | pétrole                                 |
| 14  | MM. Panhard et Levassor, Paris                             | Dubois                              | nouveau type                     | 4           | pétrole                                 |
| 15  | MM. Panhard et Levassor, Paris                             | Émile Levassor                      |                                  | 2           | pétrole                                 |
| 16  | M. Quantin, Roubaix (Nord)                                 |                                     |                                  | 6           | pétrole                                 |
| 17  | MM. Rodier, Roche et Sabatier, Bagnols-sur-Cèze (Gard)     |                                     |                                  |             | pétrole ou gaz (à volonté)              |
| 18  | M. Ernest Archdéacon, Paris                                | Ernest Archdeacon                   |                                  | 6 / 7       | vapeur                                  |
| 19  | M. Maurice Le Blant, Paris                                 | Étienne le Blant / Chastel et David |                                  | 8/10        | vapeur Serpollet                        |
| 20  | M. G.Péraire, Chateau-Thierry (Aisne)                      |                                     |                                  |             | vapeur, air comprimé ou gaz             |
| 21  | M. Alexandre Létar, Paris                                  |                                     | genre dog-cart                   | 4           | vapeur                                  |
| 22  | M. Gaillardet, Petit-Gennevilliers (Seine)                 |                                     |                                  | 4           | vapeur                                  |
| 23  | M. Varennes, Paris                                         |                                     |                                  | 3           | vapeur                                  |
| 24  | M. Alfred Vacheron, Monthermé (Ardennes)                   |                                     | (avec le premier volant ?)       | 2           | gazoline                                |
| 25  | M. Coquatrix, Paris                                        |                                     |                                  | 4           | vapeur                                  |
| 26  | M. Leval, Paris                                            |                                     |                                  | 4           | le poids des voyageurs (dite baricycle) |
| 27  | MM. les fils de Peugeot frères, Valentigney (Doubs)        | Louis Rigoulot                      |                                  | 2           | gazoline                                |
| 28  | MM. les fils de Peugeot frères, Valentigney (Doubs)        | Auguste Doriot                      | vis-à-vis                        | 4           | gazoline                                |
| 29  | MM. les fils de Peugeot frères, Valentigney (Doubs)        |                                     | victoria                         | 4           | gazoline                                |
| 30  | MM. les fils de Peugeot frères, Valentigney (Doubs)        | Gratien Michaux                     | fiacre découvert, phaeton 3 hp   | 3           | gazoline                                |
| 31  | MM. les fils de Peugeot frères, Valentigney (Doubs)        | Émile Kraeutler                     | break 3 hp                       | 5           | gazoline                                |
| 32  | M. L. Darras, Bruay-en-Artois (Pas-de-Calais)              |                                     | tricycle locomobile              |             | vapeur                                  |
| 33  | M. P. Geoffroy, Clichy (Seine)                             | Tilbury                             |                                  | 2           | vapeur                                  |
| 34  | M. P. Geoffroy, Clichy (Seine)                             |                                     | break                            | 4           | électrique                              |
| 35  | M. P. Geoffroy, Clichy (Seine)                             |                                     | break                            | 4           | air comprimé                            |
| 36  | M. Jules Gillot, Maubeuge (Nord)                           |                                     |                                  | 4           | essence de pétrole                      |
| 37  | M. Albert Loubière, La Ferté-sous-Jouarre (Seine-et-Marne) |                                     |                                  | 6           | système multiple de leviers             |
| 38  | M. A. Duchemain, Paris                                     |                                     |                                  | 4           | le poids des voyageurs                  |
| 39  | M. Ponsot, Paris                                           |                                     |                                  | 4           | essence minérale                        |
| 40  | M. Louis Lemoigne, Fougeres (Ille-et-Vilaine)              |                                     |                                  | 4           | le poids des voyageurs                  |
| 41  | M. Bargigli, Paris                                         |                                     |                                  | 4           | pétrole                                 |
| 42  | M. Albert Le Brun, Rouen (Seine-Maritime)                  | Albert Le Brun                      |                                  | 4           | pétrole                                 |
| 43  | M. Spanoghe, Anvers (Belgique)                             |                                     |                                  | 6           | vapeur                                  |
| 44  | M. de Prandières, Lyon (Rhône)                             | De Prandiéres                       |                                  | 6           | vapeur (système Serpollet) et pétrole   |
| 45  | M. Corniquet, Paris                                        |                                     |                                  | 6/8         | automatique                             |
| 46  | M. F. Marin-Cudraz, Paris                                  |                                     |                                  | 2           | vapeur                                  |
| 47  | M. César Barthélemy, Yèbles (Seine-et-Marne)               |                                     |                                  | 3           | système de balanciers                   |
| 48  | M. Leblanc, Ay (Marne)                                     |                                     |                                  | 6           | vapeur                                  |
| 49  | M. J.-M. Valentin, Bruyères-et-Montbérault (Aisne)         |                                     |                                  | 3           | système de leviers                      |
| 50  | M. Werstein, Paris                                         |                                     |                                  | 3           | système de pédales                      |
| 51  | M. Lepape, Paris                                           |                                     |                                  | 4           | pétrole                                 |
| 52  | Société Parisienne de constructions vélocipédiques, Paris  |                                     |                                  | 4           | air comprimé à charge constante         |
| 53  | M. de Bourmont, Arcachon (Gironde)                         |                                     |                                  | 4           | pétrole                                 |
| 54  | M. Elie Froger, Feneu (Maine-et-Loire)                     |                                     |                                  | 4           | pétrole                                 |
| 55  | MM. de Dion et Bouton, Puteaux (Seine)                     |                                     |                                  | 4           | pétrole                                 |
| 56  | M. Martial Lebrun, Bettaincourt (Haute-Marne)              |                                     |                                  | 4           | automatique                             |
| 57  | M. N. Saunier, Paris                                       |                                     |                                  | 4           | pétrole                                 |
| 58  | MM. Barbier et Marcillet, Paris                            |                                     |                                  | 3           | vapeur                                  |
| 59  | M. Bézama, Colombes (Seine)                                |                                     |                                  | 4           | vapeur                                  |
| 60  | M. Maurice Le Blant, Paris                                 | Maurice Le Blant                    | break                            | 9           | vapeur                                  |
| 61  | M. Roger de Montais, Beauvoir (Eure-et-Loir)               | Roger de Montais                    | tricycle                         | 2           | vapeur chauffée au pétrole              |
| 62  | M. Mallarmé, Gentilly (Seine)                              |                                     |                                  | 5           | vapeur                                  |
| 63  | MM. Ambroise Lacombe et Tissandier, Agen (Lot-et-Garonne)  |                                     | tricycle dog-cart                | 4           | pétrole                                 |
| 64  | MM. Panhard et Levassor, Paris                             | Émile Mayade                        |                                  | 4           | pétrole                                 |
| 65  | MM. les fils de Peugeot frères, Valentigney (Doubs)        | Albert Lemaître                     | phaeton 3 hp, type 1894          | 4           | gazoline                                |
| 66  | MM. L. Museur et E. Cordonnier, Masnières (Nord)           |                                     |                                  | 4           | vapeur                                  |
| 67  | M. Lebesgue, Paris                                         |                                     |                                  | 4           | pétrole                                 |
| 68  | MM. E. Garnier et G. Delannoy, Beauvois (Nord)             |                                     |                                  | 4           | moteur animé et moteur mécanique        |
| 69  | MM. Devignes de Malapert et Barrière, Paris                |                                     |                                  | 4           | liquides combinés                       |
| 70  | M. Fays-Poisson, Gigny (Yonne)                             |                                     |                                  | 6           | système de balanciers                   |
| 71  | M. Th. Klaus, Lyon (Rhône)                                 |                                     | tricycle                         | 2           | pétrole                                 |
| 72  | M. Tamarelle-Capeyron, Bergerac (Dordogne)                 |                                     |                                  | 5           | vapeur                                  |
| 73  | M. Prétot, Paris                                           |                                     | omnibus                          | 4           | pétrole                                 |
| 74  | M. Raoul Meyer, Chevanceaux (Charente-Maritime)            |                                     |                                  | 2 / 4       | vapeurs combinées                       |
| 75  | M. Charles Dessaux, Paris                                  |                                     | tricycle                         | 2 / 4       | système de leviers                      |
| 76  | M. George Tirant, Baissey (Haute-Marne)                    |                                     |                                  |             | vapeur                                  |
| 77  | M. Reverseau, Paris                                        |                                     |                                  | 4 / 6       | automatique                             |
| 78  | M. Berthaud, Lyon (Rhône)                                  |                                     | break                            | 8           | eau comprimée                           |
| 79  | M. A. Baudet, Paris                                        |                                     | phaeton-wagonette                | 2 / 6       | vapeur                                  |
| 80  | M. Quentin, Boulogne-sur-Seine (Seine)                     |                                     |                                  | 6           | vapeur                                  |
| 81  | M. Bécherel, Paris                                         |                                     | tricycle                         | 2           | vapeur                                  |
| 82  | M. Monges, Paris                                           |                                     | phaeton                          | 4           | électrique                              |
| 83  | M. Suodais, Fontenay-sous-Bois (Seine)                     |                                     |                                  | 6           | semi électrique                         |
| 84  | M. Plantard, Paris                                         |                                     |                                  | 4           | air comprimé                            |
| 85  | M. Roger                                                   | Émile Roger                         |                                  | 2/4         | pétrole                                 |
| 86  | M. Garrard (en), Birmingham (Angleterre)                   |                                     |                                  |             | electro-pneumatique                     |
| 87  | MM. Landry et G. Beyroux, Paris                            |                                     |                                  | 4           | pétrole                                 |
| 88  | M. Jeantaud, Paris                                         |                                     |                                  | 5           | pétrole                                 |
| 89  | M. Demont, Paris                                           |                                     |                                  | 4           | vapeur                                  |
| 90  | M. Mansart, Beauvais (Oise)                                |                                     |                                  | 4           | le poids des voyageurs                  |
| 91  | M. le comte Carli, castelnuovo di Garfagnana (Italie)      |                                     |                                  | 2           | électrique                              |
| 92  | M. de Farcy, Angers (Maine-et-Loire)                       |                                     |                                  | 2           | pétrole (système Piau)                  |
| 93  | M. Gautry, Orléans (Loiret)                                |                                     |                                  | 2           | gaz et pesanteur                        |
| 94  | M. P. Morrelleras, Angoulême (Charente)                    |                                     |                                  | 4           | système de leviers                      |
| 95  | M. Roze-Andrillon, Marseille (Bouches-du-Rhône)            |                                     |                                  | 4           | air comprimé                            |
| 96  | M. Canis, Meulan (Seine-et-Oise)                           |                                     |                                  | 4           | propulsion constante                    |
| 97  | M. Deutsch, (Allemagne)                                    |                                     |                                  | 2           | pétrole                                 |
| 98  | M. Deutsch, (Allemagne)                                    |                                     |                                  | 4           | pétrole                                 |
| 99  | M. L. Bonnefils, Valence-d'Agen (Tarn-et-Garonne)          |                                     |                                  | 2           | pétrole                                 |
| 100 | M. Bellanger, Le Mans (Sarthe)                             |                                     |                                  | 4           | fournissant elle-même son moteur        |
| 101 | M. Jean Mary, Paris                                        |                                     |                                  | 4           | gaz sous fortes pressions               |
| 102 | M. Barriquand, Paris                                       |                                     |                                  | 4           | hydraulique                             |

## Tableau récapitulatif
| N°  | Référendum                                         | Pointage du 16 juillet | Tirage au sort de l'itinéraire | Tirage au sort de l'itinéraire                   | Epreuve éliminatoire | Épreuve finale (h. d'arrivé) | Récompense   |
| --- | -------------------------------------------------- | ---------------------- | ------------------------------ | ------------------------------------------------ | -------------------- | ---------------------------- | ------------ |
| 1   | Oui                                                | ~                      | jeudi 19                       | ~                                                | ~                    | ~                            | ~            |
| 2   | Oui                                                | ~                      | jeudi 19                       | ~                                                | ~                    | ~                            | ~            |
| 3   | Oui                                                | Présent                | jeudi 19                       | 1\|\|}- Bielle cassée avant Flins\|\|~\|\|~      |                      |                              |              |
| 4   | Oui                                                | Présent                | jeudi 19                       | 5                                                | Qualifié             | 17h40                        | 2e           |
| 5   | Oui                                                | ~                      | jeudi 19                       | ~                                                | ~                    | ~                            | ~            |
| 6   | Oui                                                | ~                      | jeudi 19                       | ~                                                | ~                    | ~                            | ~            |
| 7   | Non                                                | Présent                | jeudi 19                       | 4                                                | Qualifié             | 21h37                        | ~            |
| 8   | Oui                                                | ~                      | jeudi 19                       | ~                                                | ~                    | ~                            | ~            |
| 9   | Oui                                                | ~                      | jeudi 19                       | ~                                                | ~                    | ~                            | ~            |
| 10  | Non                                                | Présent                | jeudi 19                       | 2                                                | Qualifié             | Abd. avarie moteur           | Encouragemt  |
| 11  | Oui                                                | ~                      | jeudi 19                       | ~                                                | ~                    | ~                            | ~            |
| 12  | Oui                                                | Présent                | jeudi 19                       | 6\|\|}- Obligée de s'arrêter à Taverny\|\|~\|\|~ |                      |                              |              |
| 13  | Non                                                | Présent                | jeudi 19                       | 1                                                | Qualifié             | 18h03                        | 1er ex aequo |
| 14  | Non                                                | Présent                | jeudi 19                       | 6                                                | Qualifié             | 19h10                        | 1er ex aequo |
| 15  | Non                                                | Présent                | jeudi 19                       | 2                                                | Qualifié             | 18h30                        | 1er ex aequo |
| 16  | Non                                                | Présent                | jeudi 19                       | 5                                                | ~                    | ~                            | ~            |
| 17  | Oui                                                | ~                      | jeudi 19                       | ~                                                | ~                    | ~                            | ~            |
| 18  | Oui                                                | Présent                | jeudi 19                       | 4                                                | Qualifié             | 22h10                        | ~            |
| 19  | Non                                                | Présent                | jeudi 19                       | 4                                                | Qualifié             | Abd.                         | ~            |
| 20  | Oui                                                | ~                      | jeudi 19                       | ~                                                | ~                    | ~                            | ~            |
| 21  | Oui                                                | Présent                | jeudi 19                       | 1\|\|}- Avarie avenue de la Défense\|\|~\|\|~    |                      |                              |              |
| 22  | Oui                                                | ~                      | jeudi 19                       | ~                                                | ~                    | ~                            | ~            |
| 23  | Oui                                                | ~                      | jeudi 19                       | ~                                                | ~                    | ~                            | ~            |
| 24  | Oui                                                | Présent                | jeudi 19                       | 6                                                | Qualifié le samedi   | 19h03                        | 4e ex aequo  |
| 25  | Oui                                                | Présent                | jeudi 19                       | 2                                                | ~                    | ~                            | ~            |
| 26  | Oui                                                | ~                      | jeudi 19                       | ~                                                | ~                    | ~                            | ~            |
| 27  | Non                                                | Présent                | jeudi 19                       | 5                                                | Qualifié             | 19h05                        | 1er ex aequo |
| 28  | Non                                                | Présent                | jeudi 19                       | 2                                                | Qualifié             | 17h50                        | 1er ex aequo |
| 29  | Non                                                | Présent                | jeudi 19                       | 5                                                | ~                    | ~                            | ~            |
| 30  | Non                                                | Présent                | jeudi 19                       | 1                                                | Qualifié             | 19h02                        | 1er ex aequo |
| 31  | Non                                                | Présent                | jeudi 19                       | 6                                                | Qualifié             | 18h07                        | 1er ex aequo |
| 32  | Non                                                | ~                      | jeudi 19                       | ~                                                | ~                    | ~                            | ~            |
| 33  | NC                                                 | ~                      | jeudi 19                       | ~                                                | ~                    | ~                            | ~            |
| 34  | NC                                                 | ~                      | jeudi 19                       | ~                                                | ~                    | ~                            | ~            |
| 35  | NC                                                 | ~                      | jeudi 19                       | ~                                                | ~                    | ~                            | ~            |
| 36  | Oui                                                | ~                      | jeudi 19                       | ~                                                | ~                    | ~                            | ~            |
| 37  | Oui                                                | Présent                | jeudi 19                       | 4                                                | ~                    | ~                            | ~            |
| 38  | Oui                                                | ~                      | jeudi 19                       | ~                                                | ~                    | ~                            | ~            |
| 39  | NC                                                 | ~                      | jeudi 19                       | ~                                                | ~                    | ~                            | ~            |
| 40  | Oui                                                | Présent                | jeudi 19                       | 5                                                | ~                    | ~                            | ~            |
| 41  | Oui                                                | ~                      | jeudi 19                       | ~                                                | ~                    | ~                            | ~            |
| 42  | Non                                                | Présent                | jeudi 19                       | 4                                                | Qualifié             | 18h24                        | 4e ex aequo  |
| 43  | NC\|\|}- Mort en mai\|\|~\|\|~\|\|~\|\|~           |                        | jeudi 19                       |                                                  |                      |                              |              |
| 44  | Oui                                                | Présent                | jeudi 19                       | 2                                                | Qualifié le vendredi | Abd. casse une roue          | ~            |
| 45  | Oui                                                | ~                      | vendredi 20                    | ~                                                | ~                    | ~                            | ~            |
| 46  | Oui                                                | ~                      | vendredi 20                    | ~                                                | ~                    | ~                            | ~            |
| 47  | NC                                                 | ~                      | vendredi 20                    | ~                                                | ~                    | ~                            | ~            |
| 48  | NC                                                 | ~                      | vendredi 20                    | ~                                                | ~                    | ~                            | ~            |
| 49  | Oui                                                | ~                      | vendredi 20                    | ~                                                | ~                    | ~                            | ~            |
| 50  | Non                                                | ~                      | vendredi 20                    | ~                                                | ~                    | ~                            | ~            |
| 51  | Non                                                | Présent                | vendredi 20                    | 1                                                | ~                    | ~                            | ~            |
| 52  | Oui                                                | Présent                | vendredi 20                    | 6                                                | ~                    | ~                            | ~            |
| 53  | Non                                                | Présent                | vendredi 20                    | 6                                                | Qualifié le samedi   | 19h01                        | ~            |
| 54  | Oui                                                | ~                      | vendredi 20                    | ~                                                | ~                    | ~                            | ~            |
| 55  | Oui                                                | ~                      | vendredi 20                    | ~                                                | ~                    | ~                            | ~            |
| 56  | Oui                                                | ~                      | vendredi 20                    | ~                                                | ~                    | ~                            | ~            |
| 57  | Oui                                                | ~                      | vendredi 20                    | ~                                                | ~                    | ~                            | ~            |
| 58  | Oui                                                | ~                      | vendredi 20                    | ~                                                | ~                    | ~                            | ~            |
| 59  | Oui                                                | ~                      | vendredi 20                    | ~                                                | ~                    | ~                            | ~            |
| 60  | Non                                                | Présent                | vendredi 20                    | 2                                                | Qualifié             | 20h50                        | 3e           |
| 61  | Non                                                | Présent                | vendredi 20                    | 5                                                | Qualifié             | Abd.                         | Honorable    |
| 62  | Oui                                                | Présent                | vendredi 20                    | 4                                                | ~                    | ~                            | ~            |
| 63  | Oui                                                | ~                      | vendredi 20                    | ~                                                | ~                    | ~                            | ~            |
| 64  | Non                                                | Présent                | vendredi 20                    | 1                                                | Qualifié sur le No 2 | 18h49                        | 1er ex aequo |
| 65  | Non                                                | Présent                | vendredi 20                    | 6                                                | Qualifié sur le No 2 | 17h45                        | 1er ex aequo |
| 66  | Oui                                                | ~                      | vendredi 20                    | ~                                                | ~                    | ~                            | ~            |
| 67  | Oui                                                | Présent                | vendredi 20                    | 5                                                | ~                    | ~                            | ~            |
| 68  | Oui                                                | Présent                | vendredi 20                    | 4                                                | ~                    | ~                            | ~            |
| 69  | Oui                                                | ~                      | vendredi 20                    | ~                                                | ~                    | ~                            | ~            |
| 70  | Oui                                                | ~                      | vendredi 20                    | ~                                                | ~                    | ~                            | ~            |
| 71  | Oui                                                | Présent                | vendredi 20                    | 2                                                | ~                    | ~                            | ~            |
| 72  | Oui                                                | Présent                | vendredi 20                    | 1                                                | ~                    | ~                            | ~            |
| 73  | Oui                                                | ~                      | vendredi 20                    | ~                                                | ~                    | ~                            | ~            |
| 74  | Oui                                                | Présent                | vendredi 20                    | 2                                                | ~                    | ~                            | ~            |
| 75  | NC                                                 | Présent                | vendredi 20                    | 6                                                | ~                    | ~                            | ~            |
| 76  | Oui                                                | ~                      | vendredi 20                    | ~                                                | ~                    | ~                            | ~            |
| 77  | Oui                                                | Présent                | vendredi 20                    | 5                                                | ~                    | ~                            | ~            |
| 78  | Oui                                                | ~                      | vendredi 20                    | ~                                                | ~                    | ~                            | ~            |
| 79  | Oui                                                | Présent                | vendredi 20                    | 1                                                | ~                    | ~                            | ~            |
| 80  | Oui                                                | ~                      | vendredi 20                    | ~                                                | ~                    | ~                            | ~            |
| 81  | Oui                                                | ~                      | vendredi 20                    | ~                                                | ~                    | ~                            | ~            |
| 82  | Oui                                                | ~                      | vendredi 20                    | ~                                                | ~                    | ~                            | ~            |
| 83  | Oui                                                | ~                      | vendredi 20                    | ~                                                | ~                    | ~                            | ~            |
| 84  | Oui                                                | Présent                | vendredi 20                    | 4                                                | ~                    | ~                            | ~            |
| 85  | Non                                                | Présent                | vendredi 20                    | 5                                                | Qualifié             | 20h09                        | 5e           |
| 86  | Oui\|\|}- Nouveau propriétaire\|\|~\|\|~\|\|~\|\|~ |                        | vendredi 20                    |                                                  |                      |                              |              |
| 87  | Oui                                                | ~                      | vendredi 20                    | ~                                                | ~                    | ~                            | ~            |
| 88  | Oui                                                | Présent                | vendredi 20                    | 1                                                | ~                    | ~                            | ~            |
| 89  | Oui                                                | ~                      | vendredi 20                    | ~                                                | ~                    | ~                            | ~            |
| 90  | Oui                                                | ~                      | vendredi 20                    | ~                                                | ~                    | ~                            | ~            |
| 91  | Oui                                                | Présent                | vendredi 20                    | 4\|\|}- Voiture retenue à la douane\|\|~\|\|~    |                      |                              |              |
| 92  | Oui                                                | ~                      | vendredi 20                    | ~                                                | ~                    | ~                            | ~            |
| 93  | Oui                                                | ~                      | vendredi 20                    | ~                                                | ~                    | ~                            | ~            |
| 94  | Oui                                                | ~                      | vendredi 20                    | ~                                                | ~                    | ~                            | ~            |
| 95  | Oui                                                | ~                      | vendredi 20                    | ~                                                | ~                    | ~                            | ~            |
| 96  | Oui                                                | ~                      | vendredi 20                    | ~                                                | ~                    | ~                            | ~            |
| 97  | NC                                                 | ~                      | vendredi 20                    | ~                                                | ~                    | ~                            | ~            |
| 98  | NC                                                 | ~                      | vendredi 20                    | ~                                                | ~                    | ~                            | ~            |
| 99  | Oui                                                | Présent                | vendredi 20                    | 2                                                | ~                    | ~                            | ~            |
| 100 | Oui                                                | Présent                | vendredi 20                    | 4                                                | ~                    | ~                            | ~            |
| 101 | Oui                                                | Présent                | vendredi 20                    | 6                                                | ~                    | ~                            | ~            |
| 102 | Oui                                                | ~                      | vendredi 20                    | ~                                                | ~                    | ~                            | ~            |

## Anecdote et citation

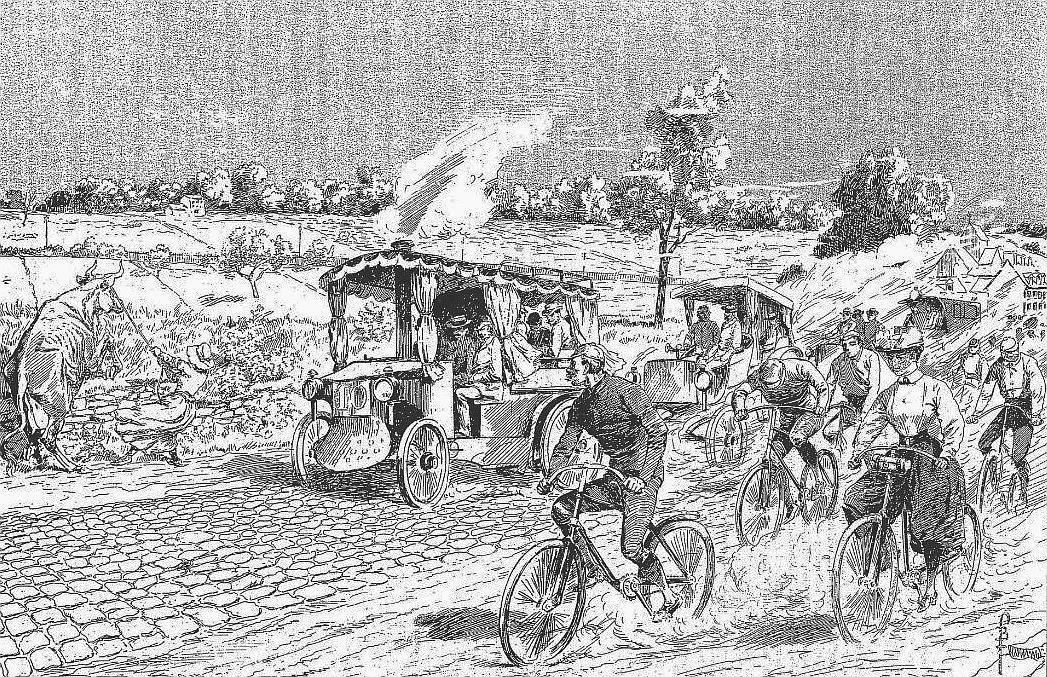
Un concurrent sur la route de Triel à Meulan.

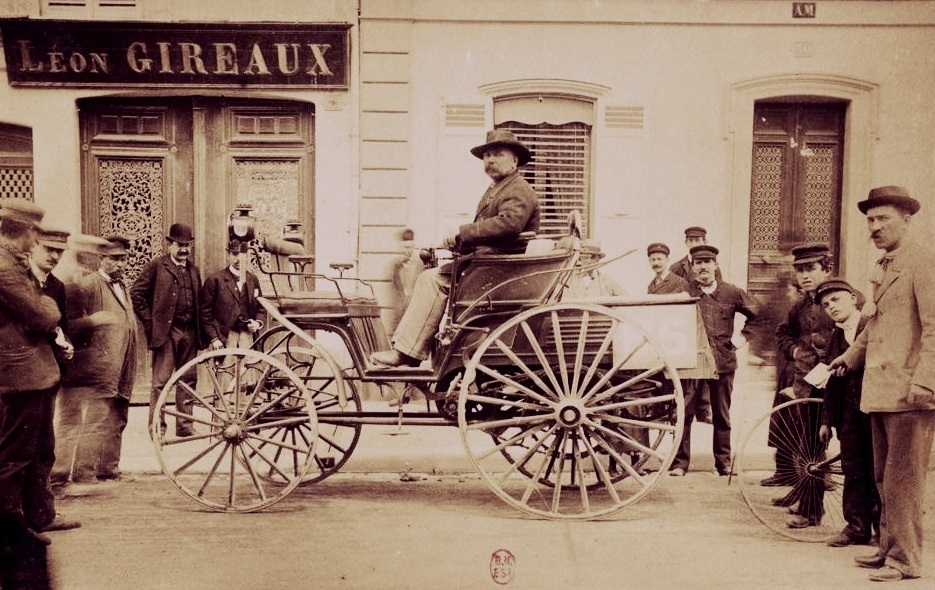
Émile Roger, no 85, arrivé quatorzième sur 2/4 à pétrole (ici à Mantes).

Dans la série d'animation « Il était une fois... l'Homme », le 24e épisode (Ah ! La belle époque), présente une fiction rapide du concours.
Dans les quotidiens :

« Tous ceux qui ont pris part au voyage d'aujourd'hui en conserveront un inoubliable souvenir. Comment oublier, en effet, cette haie ininterrompu sur un parcours de plus de 100 km ; ces habitants des petites communes se portant au devant des voitures automobiles et les saluant de chaleureux applaudissements. »

— Roland, Le Petit Journal, 23 juillet 1894

« Les deux concurrents emploient comme agent de propulsion l'essence de pétrole ou gazoline, que le moteur Daimler, inventé par un savant mécanicien du Wurtemberg, M. Daimler, -lequel était hier à Rouen pour assister au triomphe de son œuvre, -a rendue pratiquement maniable. »

— Jean-sans-Terre, Le Petit Journal, 24 juillet 1894

« Ma voiture électrique a parfaitement roulé depuis le 15 juin, notamment devant les membres de « The Birmingham association of Engineers », dans les rues les plus fréquentées à Birmingham. Ceux qui désireraient d'ailleurs des renseignement peuvent s'informer auprès de son acquéreur, M. Alfred Fairley, Shadwell street, Birmingham, qui n'a malheureusement pas consenti à l'envoyer à Paris pour votre magnifique concours, et je n'ai pas eu le temps d'en construire une autre. »

— C. R. Garrard, Le Petit Journal, 24 juillet 1894

« C'est la voiture à boggie du comte De Dion qui, courant sous le no 4, est arrivée première et belle première, avec une avance considérable. Ceci démontre la supériorité du moteur à vapeur sur le moteur à essence de pétrole, à condition toutefois que ce moteur soit bien compris et facile à conduire. De plus, l'entrainement des roues se fait par un arbre à Cardan, sans chaine Galle, chose capitale, toute chaine étant destinée à périr à bref délai. »

— Paul Meyan, Le Figaro, 23 juillet 1894

## Notes et références

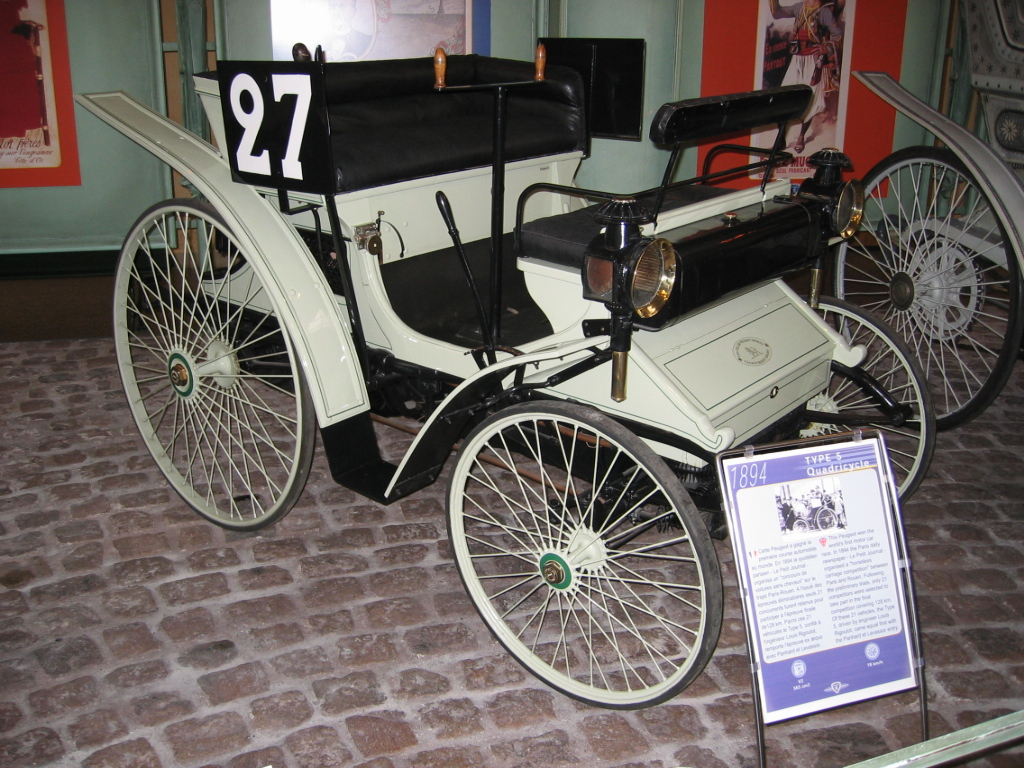
La Peugeot Type 5 no 27 de nos jours (celle-là même de Louis Rigoulot lors de la course Paris-Rouen).

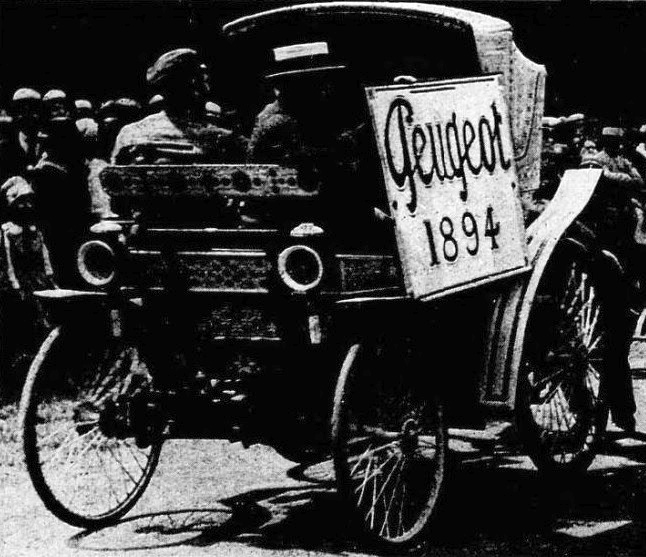
Peugeot fiacre découvert du Paris-Rouen 1894, au défilé Historique du Touring Club de France de 1919 organisé dans le bois de Marly.

### Liens externes

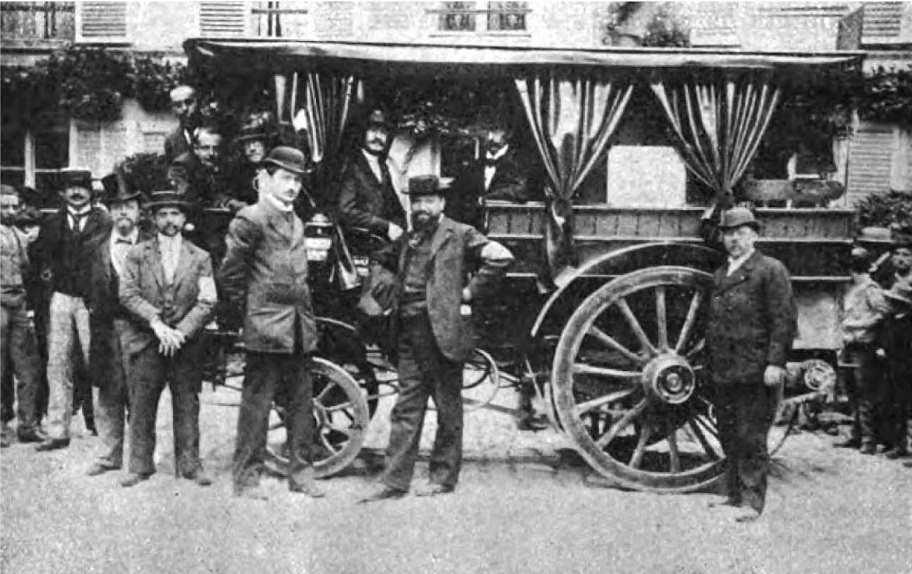
Le break à neuf places n°60 de Maurice Le Blant.